# Bildhauerwerkstatt Klimes
Die Bildhauerwerkstatt Klimes war eine Berliner Steinbildhauer-Werkstatt, in der mehrere Generationen von Bildhauern ausgebildet wurden. Die Werkstatt stand seit 1958 unter der Leitung des Bildhauers Jürgen Klimes. In der DDR-Zeit war sie als Brigade ein Teil des VEB Stuck und Naturstein, später StuNa GmbH und wurde 1991 geschlossen. 

## Kurzgeschichte
Die Steinbildhauer waren nach dem Zweiten Weltkrieg an der Restaurierung und Wiedererrichtung von Statuen sowie an der Neugestaltung von Skulpturen in Ostberlin und Umgebung beteiligt. In den frühen 1980er Jahren führten die Mitarbeiter einen Prozess um ihre Entlohnung, die sich an den Steinmetzen und nicht an den Steinbildhauern orientierte. Als Folge wurde dem Meisterbetrieb wieder erlaubt, Steinbildhauer auszubilden und Prüfungen abzunehmen. 1987 wurden Arbeiten der Bildhauerwerkstatt im Innenhof der Staatsbibliothek Unter den Linden in einer Retrospektive ausgestellt.
Als künstlerische Nachfolgeeinrichtungen fungieren die Werkstätten der Stiftung Preußischer Kulturbesitz und die Konservierung und Restaurierung GmbH (selbst formuliertes Ziel: „... Konservierung und Restaurierung von baugebundenem und musealem Kulturgut aus Naturstein, Kunststein, Gips und Terrakotta“; Sitz in 13357 Berlin, Uferstraße 8–11.)

## Restaurierungen

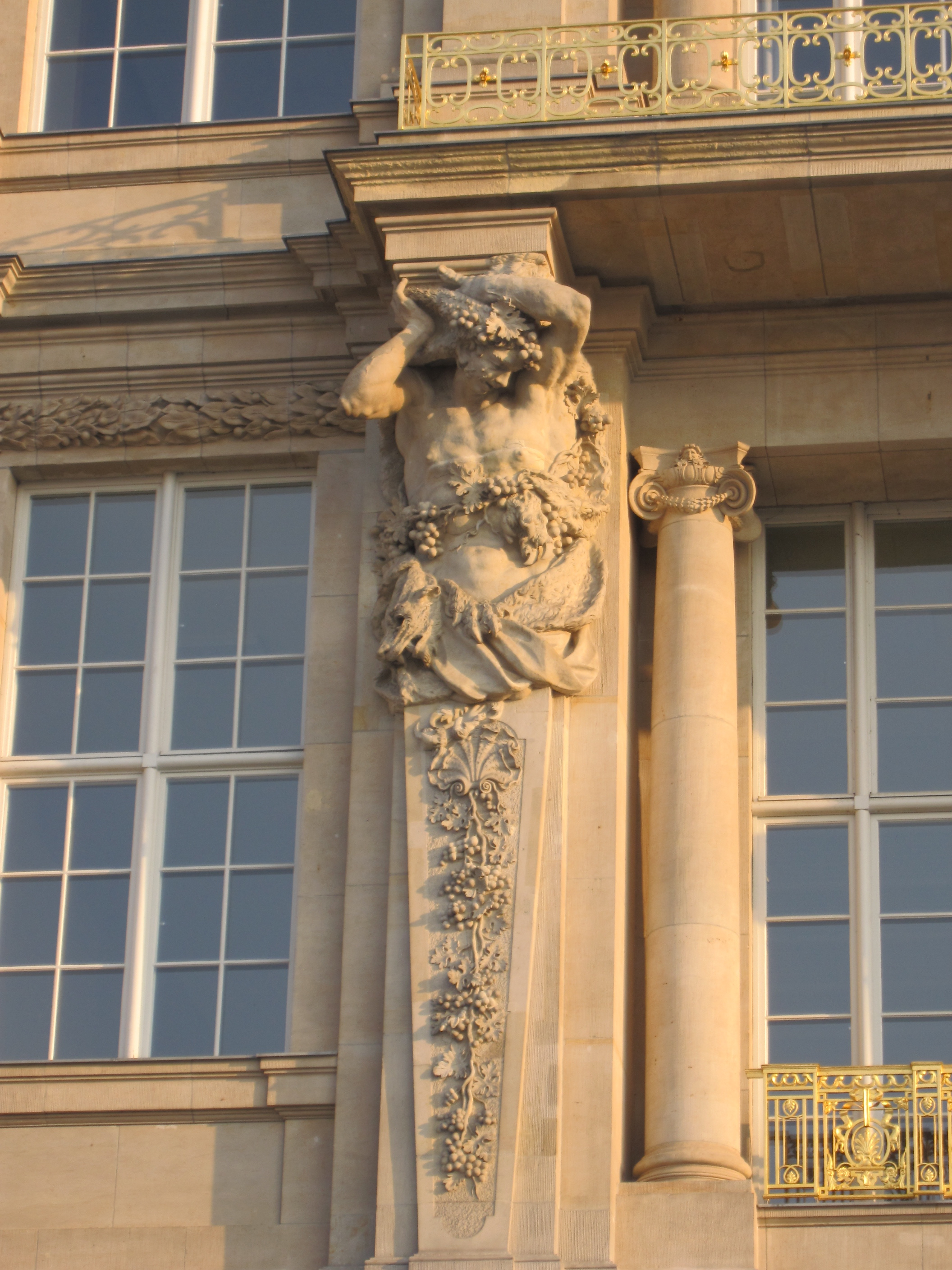
Allegorie des Herbsts als einer der beiden Hermenpilaster des Portals des ehemaligen Staatsratsgebäudes der DDR

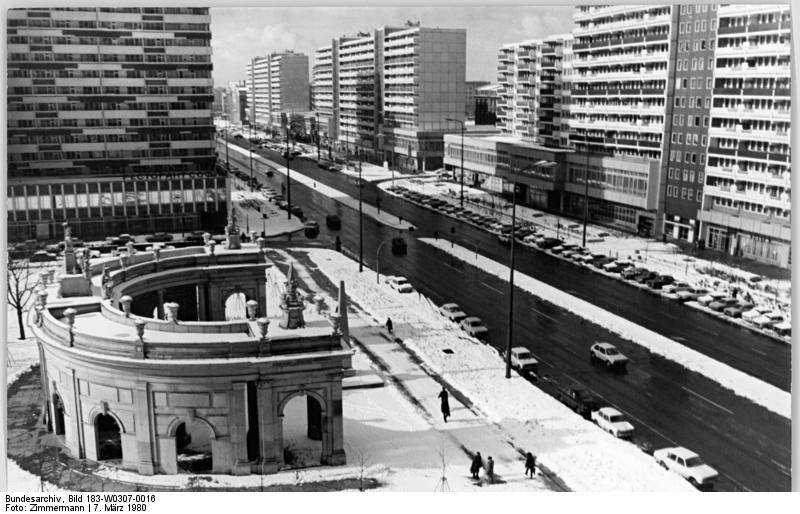
Rekonstruierte Spittelkolonnaden, 1980

Unter den im Krieg stark zerstörten und von der Bildhauerwerkstatt Klimes beim Wiederaufbau mit betreuten historischen Bauten in Berlin waren das Brandenburger Tor, der gesamte Gendarmenmarkt, das Zeughaus, die Staatsoper Unter den Linden, die Schlossbrücke, das Alte Museum, die Nationalgalerie und viele andere Kulturbauwerke. Darüber hinaus arbeiteten die Bildhauer in Potsdam bei der Restaurierung von Sanssouci, dem dortigen Brandenburger Tor sowie in Rheinsberg mit.
Der Einbau des Portals IV des Berliner Schlosses in das Staatsratsgebäude der DDR und dessen Restaurierung wurden von den Bildhauern um Klimes bewerkstelligt. Von diesem Portal aus soll Karl Liebknecht im Herbst 1918 die sozialistische Republik ausgerufen haben, weshalb es nach dem Brand des Schlosses im Jahr 1945 und der Sprengung im Jahr 1950 erhalten und auf einen Lagerplatz des VEB Tiefbau in Berlin-Heinersdorf eingelagert wurde. In den 1960er Jahren wurde das von Johann Friedrich Eosander von Göthe Anfang des 18. Jahrhunderts konzipierte Portal restauriert, wobei viele im Krieg beschädigte Steine kopiert und Skulpturen ergänzt werden mussten. Heute ist dieses Portal mit den Allegorien des Herbstes und des Winters Vorbild für eine Kopie, die bei der Rekonstruktion des Berliner Schlosses neu erstellt wurde.
Schloss Friedrichsfelde wurde unter Beteiligung des Bildhauerkollektivs originalgetreu wiederhergestellt, einschließlich der barocken Figurengruppen im Schlosspark und neu aufgestellter Kopien von vier Putti aus dem 18. Jahrhundert, die allegorisch die vier Temperamente darstellen. Auch die Spittelkolonnaden entstanden 1979 als Rekonstruktion unter Verwendung alter Bauteile und Kopien originaler Skulpturen und Vasen, die von der Steinbildhauerwerkstatt hergestellt worden waren.

## Absolventen und Mitarbeiter der Klimes-Werkstatt (Auswahl)
- Eckhart Böhm (* 1977)
- Andreas Hoferick (* 1959)
- Christian Schulz
- Steffen Werner
- Siegfried Wehrmeister (* 1949)
- Wolfgang Wille (* 1946)
- Carlo Wloch (* 1948)